# 베니스의 개성상인
《베니스의 개성상인》은 사업가이자 작가인 오세영의 역사소설이다. 한국의 상사(商社)인 정명물산 간부인 유명훈 과장이 무역경쟁을 벌이면서 치열하게 사는 1987년과 17세기 이탈리아에 살았다는 조선사람 안토니오 꼬레아의 삶을 대비시키는 방법으로 글을 전개하는 게 특징이다. 1993년 도서출판 장원에서 3권으로 출판하였으나. 2008년 예담에서 2권으로 재발간하였다. 북디자인에서도 차이가 있는데, 1993년 본에서는 검정, 녹색, 빨강 사각형을 사용하여 보색효과를 주려고 한 반면, 2008년본에서는 수채화를 사용하였다.   위즈덤하우스에서도 출판하였다.라틴어, 독일어, 한시에 음역을 적어서 독자들을 배려했다.

## 내용

### 안토니오 꼬레아와의 만남
소설의 첫 시작은 유명훈 과장이 유럽출장길에 이태리 베네치아(베니스)에 들린 이야기이다. 유럽 출장을 마치고 온 유과장은 대학교에서 역사를 공부한 친구들과 술자리를 가졌다. 역사학자인 김광진이 비정규직 교수를 마치고, 모교에서의 교수가 되었음을 축하하려고 모인 자리였다. 자신이 유럽에서 본 루벤스의 초상화 '한복을 입은 남자' 이야기를 한다. 초상화 속의 남성은 자신있는 미소를 띄우고 있었고 한복을 입고 있다는 것이었다. 이 말을 들은 김광진은 조선 중세기 경제와 사회를 연구한 역사학자로서의 학식으로써 안토니오 꼬레아라는 사람일 것이라고 말했다. 임진왜란으로 끌려온 조선인 노예 5명을 카를레티라는 이탈리아 메디치 가문 사람이 샀는데, 이들중 한 사람인 안토니오 꼬레아를 자기 나라로 데려갔다는 것이다. 그리고 그의 후손들인 꼬레아 씨족들이 이탈리아 남부의 알비라는 마을에 살고 있다는 것이었다. 19세기 초에 대화재가 일어나 출생신고서가 불타는바람에 이들이 안토니오 꼬레아의 후손들인지는 알 수 없다고도 했다. 이와 더불어 소설은 역사속으로 들어간다.

### 임진왜란과 일본
1592년 임진왜란당시 개성상인(송상)의 아들인 유승업은 여동생 명이와 부모님이 일본군에게 살해당하자, 수군에 지원입대한다. 하지만 원균이 칠천량 해전에 패하면서 포로가 되어 일본 쓰시마에 끌려간다. 숙련된 조선 수군 출신이었지만 부상을 당해 장애인이 된 만대 아저씨, 농부 출신의 정낙일와 더불어 강제노동으로 고생하던 승업은 탈출을 도모하지만, 같은 조선 사람의 배신으로 뜻을 이루지 못하고 만대 아저씨와 정낙일도 살해당하였다. 승업도 무사 이누가와에게 처형을 당할 위기에 처하지만 도요토미 히데요시의 사망으로 가까스로 처형을 면한다. 승업은 일본말과 한문에 능통하므로 사카이에서 일본인 친구 이치로와 무사 우에스키밑에서 창고관리를 하는데, 그의 상업적인 재능을 알아본 상인 도시오와 승부를 벌이다 사람의 마음을 읽는 도시오에게 오히려 혼쭐 나기도 한다.

### 중국
승업은 조선에서 망명한 서어 스님의 도움을 받아 이탈리아(한문으로 의대리아)의 상인인 프란체스코 카를레티의 노비 신분으로 다른 조선인들과 담신민이라는 중국 거상(巨商)과 함께 명나라에 간다. 명나라에서 승업은 고향에 대한 그리움을 한시를 쓰면서 위로하고 있었는데, 천주교 신자인 담신민은 예수회 선교사 스테파노 수사를 소개한다. 스테파노 수사는 그리스도께서 가르치신 복음을 전하기 위해 천주실의를 한문으로 옮기려고 했던 터라 한자에 능통한 승업의 도움이 있어야 했던 것이다. 스테파노 수사의 일을 도우면서 틈틈이 한자로 글을 씀으로써 토론을 하는 필담을 하던 승업은 스테파노수사의 권유로 가톨릭 기도서를 읽으며 중국인 교우(동 바오로,진 니콜로)들과 천주교 교리공부를 시작하고, 마침 마테오 리치 사제가 남경의 공소를 방문하여 천주교 미사를 집전한 날 중국인 교우들과 세례를 받았다. 승업에서 안토니오로 새로 난 것이다.

### 이탈리아

#### 이탈리아로의 출발
1599년 담신민의 노력에도 불구하고 명나라 정부의 해금정책으로 고향에 갈 수 없었다. 담신민은 만일 천주교 신자인 승업이 종교의 자유가 없는 조선에 돌아갈 경우 박해를 받을 것을 내다보고는 이탈리아 상인인 프란체스코 카를레티와 전교지역을 옮겨야 하는 스테파노수사를 따라 인도를 거쳐 이탈리아라는 미지의 나라에 가도록 권했다. 1602년까지 승업은 3년간 인도에서 열정과 지식이 충만한 기독교 지식인들이 회원으로 활동하는 예수회의 회원답게 신앙과 학식이 뛰어난 스테파노 수사에게 로마시민법, 이탈리아어, 라틴어를 배웠다. 26세가 되던 해에 스테파노 수사를 따라 이탈리아 로마에 간다. 마테오 리치 사제의 부탁으로 로마 교황청에 복음서와 선교사를 보내달라는 요청을 해야 했던 것이다. 프란체스코 카를레티도 이탈리아에 도착하면 자유민 신분 증명서를 만들어줄 참이었다. 개신교를 믿는 네덜란드 사람들에게 세인트헬레나섬에서 나포되는 어려움을 겪기도 했지만, 1605년 이탈리아에 도착한 프란체스코 카를레티가 약속대로 자유민 신분증명서를 만들어주어 이탈리아에서 살 수 있게 된 승업은 유럽에서 적응할 수 있도록 이름을 유승업에서 로마 가톨릭 세례명인 안토니오 꼬레아로 바꾼다. 로마에서 스테파노 수사를 도와 교황청 일을 하던 안토니오는 스테파노 수사가 선교사가 모자른 중국에 다시 가면서 스테파노 수사의 권유로 베니스 공화국에 간다. 장사에 재능이 있는 안토니오가 상업이 발전한 베니스 공화국에서 살기를 바란 것이다.

#### 베니스 공화국
스테파노수사의 추천-채용비리가 아닌, 스테파노 수사가 안토니오 코레아의 업무능력을 적어서 보낸 추천장이다. 실제 라틴어를 할 줄 안다고 스테파노 수사가 적어서 보냈는데, 실제 서양에서는 추천장, 평판조회 모두 업무능력만 기술한다고 한다. 미국의 영화인 《악마는 프라다를 입는다》에서 미란다 런웨이 편집장(메릴 스트립 배우 연기)이 앤디(앤 헤서웨이)와 면접을 한 뉴욕미러 편집장에게 "내가 만난 비서중 최악이다. 하지만 그를 고용하지 않는다면, 당신은 바보다"라고 써서 보낸 장면이, 업무능력을 보고 같이 일하는 서양의 인사행정을 말하고 있다.-으로 델 로치 상사에서 창고 서기로서 일하기 시작한다. 
우연히 고향에서 배운 한국의 전통회계인 사개송도치부법으로써 산 마르코 창고의 영업실적을 심심풀이로 쓴 회계장부를 본 루셀라니 수석부지배인의 눈에 들어 회계부에서 일하기 시작했다. 회계가 적성에 맞았으므로 회계부일을 도맡아 하다, 1605년 기독교인이어야 하고, 추천인의 천거가 있어야 한다는 베네치아 공화국의 귀화규정에 따라 베니스 공화국에 귀화한다.
1605년에 성 베드로 대성당에 납품할 교황청의 유리제품입찰이 시작되어 안토니오는 로셀리노 대리인을 따라 로마에 건너가게 되는데, 하필이면 베네치아 공화국이 로마 가톨릭과 개신교간의 교회분쟁을 중재하면서 개신교 편을 드는 바람에 파문당하는 일이 벌어진다. 그러자, 유리 제품 시장에 참여하고 싶어하는 나폴리 공작소 로렌제티 총재의 심리를 이용, 그의 이름으로 교황청에 유리제품을 납품하는 지혜를 발휘하여 회사에서 능력을 인정을 받는다.

## 등장인물

### 조선
- 만대 아저씨:하만대.베테랑 수군.포의 전문가이다. 심술궃고 이기적인 다른 수병들과는 달리, 분의복수군(전쟁고아 출신 소년병)으로 군문에 들어선 승업을 돌본다. 임진왜란때 왜군에 사로 잡혔으며,탈주미수로 목숨이 위태롭게 된 승업을 구하고 죽는다.
- 정낙일:승업의 친구.농부 출신으로 농사가 몸에 익지 않은 승업을 돌본다.임진왜란때 왜군에 사로잡혀 일본으로 끌려옴.탈주미수로 죽음.
- 아버지, 어머니, 여동생(명이):승업의 가족. 승업의 부친은 송상에서 회계사로 일했다. 임진왜란때 왜군에게 살해당함. 후에 천주교신자가 된 승업은 별세자를 위해 기도하는 교회전통에 근거하여 이들의 영원한 삶을 위해 기도한다.
- 원균

### 일본
- 도시오:감각이 뛰어난 상인. 사농공상(무사, 농부, 공업인, 상인)으로 구분되는 신분차별에 따라 제일 낮은 신분이지만, 엄청난 규모의 자본으로 다이묘들을 지배한다.임진왜란이 끝난후 도요토미 히데요리와 도쿠가와 이에야스가 내전을 벌일 것을 내다보고 화약을 사들이는데,그의 계산은 들어맞는다.정계에도 진출하여 도쿠가와 막부로부터 이노우에라는 이름을 받음.빈틈없는 계획을 세우고 실천하여 뜻을 이루는 일본의 전통상인들을 상징한다. 도요토미 히데요시가 죽은 후에 도요토미 가문과 도쿠가와 가문사이의 내전이 일어날 것을 읽고 총기류와 화약을 다이묘들에게서 쌀값을 대신하여 사들인다. 승업의 재능을 알아보고 자신과 같이 일하게 하려고 애쓰기도 했다.
- 서여스님:불교 승려. 도망한 조선 사람이다. 조선에서 송방(송상 또는 개성상인들이 개소한 대리점)노동자로서 살다가, 아전과 주막에서 시비가 붙어 때려죽이는 폭행치사죄를 짓고 일본으로 도망했는데, 글을 아는 지식인이고 조선에서부터 불교신자라서 불교 승려가 되었다. 도요토미 집안과 도쿠가와 집안의 내전을 읽을 정도로 시대를 읽는 지성이 있다. 승업이 상업에 재능이 있음을 읽고는 일본을 떠나라고 권한다.

### 중국
- 담신민:마음의 여유와 학문이 있는 상인. 조선의 송상인 최씨가 풍랑을 만나 목숨만 건지고 재산이 없는 담신민의 정직한 성품이 담긴 맑은 눈을 보고는, 파수 즉  150일짜리 어음을 발행한 덕분에 인삼사업에 재기했다. 인삼을 중국에서 팔아서 번 돈으로 어음을 갚았고, 개성상인을 만나면 은혜를 갚아야겠다고 생각했다. 그래서 개성상인 즉 송상출신의 승업을 카를레티 부자의 노예로 데려가는 형식으로 중국에 데려감으로써 일본에서 탈출시켰으며, 고향인 조선에 돌려보내려고 애쓴다. 승업이 외로워서 두보의 시를 적자,답장으로 '하늘이 재주를 주시는 것은 뜻이 있어서이니 가볍게 여길 일이 아니다.'라는 제갈량의 글을 적는다. 중국에서 활동하는 예수회 선교사들을 배려할 정도로 신심이 깊은 천주교신자. 한시에 능통한 인문학 경영자이다.
- 스테파노수사 :예수회 수사. 볼로냐대학교 법학과 졸업. 신학과 상업사이에서 선택의 고민을 하다 좋아하는 길인 신학을 하였다. 마테오 리치 사제의 천주실의를 한문으로 옮길 사람이 없어서 고민하던 중에 천주교 신자인 담신민의 주선으로 승업과 만남. 예수회 선교사 마테오 리치사제에게 세례를 받아 안토니오라는 세례명을 받았으며, 예수회 본부의 명령으로 전교지역을 옮기는 스테파노수사를 따라 인디아에 간 승업은 라틴어, 이탈리아 말, 로마시민법을 배우는데, 이러한 지식들은 이탈리아의 델 로치 상사에서 일할 때 도움이 된다. 로마법 지식은 상거래에, 라틴말은 로마 가톨릭의 고위성직자인 추기경과 이야기할 때에, 이탈리아말은 일상생활에 도움이 되었다. 승업이 상업에 재능이 보이자 스테파노수사는 큰아버지인 델 로치가 경영하는 델 로치 상사에 인재로서 추천하는데, 그의 생각대로 승업은 상사원으로 활약하여 대리인, 부지배인으로 승진한다. 선교사들이 부족한 중국 천주교회의 어려움때문에 중국에 돌아간다.열정과 학식 모두 뛰어났던 예수회의 전통을 잘 보여주는 천주교 선교사이다. 빈틈없는 성격인 스테파노 수사는 아무나 천주교 신자가 되도록 하지 않았다. 유교전통과 다른 서양종교라 해서 천주교를 받아들이지 않는 지배계급, 천주교 교리를 잘 모르면서, 현실에서의 불만때문에 천주교 신자가 되려는 피지배계급 모두 받아들이지 않았다.[1] 그런데 승업은 서양종교와 학문을 배울정도로 너그러운 사람이고, 자신의 생각을 필담으로써 주장하는 모습을 보면서 천주교로 이끈 것이다.
- 프란체스코 카를레티: 이탈리아 상인.메디치 가 출신.일본 여행을 하다가 조선출신 승려인 서여스님의 주선으로 승업을 노예로 데려가는 형식을 취하여 중국에 데려간다. 이탈리아에 갈때 같이 데려갔으며, 피렌체공화국에 도착하자 자유민 신분증명서를 만들어준다.

### 이탈리아

##### 베네치아 공화국

###### 성 클레멘스 수도원
- 미카엘 수사: 스테파노수사의 친구. 예수회 수사. 베네치아 공화국 시민. 산 클레멘스 수도원 곧 성 클레멘스 수도원에서 살고 있다. 정보수집으로 승업을 돕는다.수도원은 여행객들이 와서 쉬는 곳이었기 때문에 자연스레 정보수집을 할 수 있었다. 덕분에 승업이 교황청 유리입찰에 함께 할 때에, 베네치아 상인들끼리 벌인 사전입찰이 공정했음을 말해주는 서류를 준비하여 가져가라는 도움말을 주었음. 루셀라니, 줄리에타와도 친함.

###### 델 로치 상사
- 델 로치:델 로치 상사 주인. 스테파노수사의 추천서를 읽고는 면접시험을 거쳐 안토니오가 상사에서 일하도록 허락한다. 칭찬을 아끼는 스테파노수사가 추천장에서 칭찬하는 사람이라면 믿을 수 있다고 보았기 때문이다. 먹고 살 걱정이 없는 부자답게 교양과 여유가 있다. 승업에게  "장사를 해보았느냐?"라고 묻는 델 로치의 질문은 상인들의 실용주의를 잘 말해주고 있다. 델 로치가 "내가 추천장을 읽어보니,그대는 이탈리아 말은 물론이고, 라틴어도 상당히 잘 한다고 하던데, 정말인가?"라 묻고, 안토니오가 "조금입니다."라 겸손히 대답하는 장면, "동양에서는 겸손히 말하는 것이 미덕이라고 하는 이야기를 책에서 읽은 기억이 난다. 난 조금 아는 사람이 아닌, 많이 아는 사람이 좋아한다."라고 델로치가 대답하는 장면은 동양과 서양 사람이 다르게 생각함을 잘 말하고 있다.
- 조르지오 델 로치:델 로치의 아들. 인쇄업에 도전한다.안토니오는 독일 서적전시회에서 조사한 정보에 근거하여 아름다운 이탤릭체보다는 가독성이 좋은 고딕체가 유행이라고 조언하지만,델 로치는 안토니오의 조언을 무시하다 몰락하고 만다.안토니오는 자기를 믿고 취직시켜준 델 로치와의 의리때문에, 원로회의에서 구스토디를 비롯한 주주들과 협상하여 경영에 관여하지 않는 조건으로 델 로치 상사의 대표로 인정받게 한다.고집이 세고,급한 성격때문에 일을 그르친 인물. 부지배인인 안토니오와 수석부지배인인 알베르토가 델 로치 상사에서 경쟁하도록 하는 등 사람을 부리는 재주가 뛰어나다.
- 루셀라니:델 로치 상사 수석부지배인. 남부 이탈리아 시골 알비에서 귀화하여 자수성가한 인물. 자신과 아랫사람들에게 엄격하면서도 책임감이 강해, 상사원들에게 존경받는다. 구에르치노 대리인이 루셀라니 수석부지배인에게 장부를 보고하는 날, 우연히 종이조각이 나왔다. 내용을 읽어보니 숫자는 제멋대로 쓴 것이었지만, 실제 장부에 나온 숫자들을 넣으면 영업실적을 한 눈에 알 수 있는 회계문서였다. 영업실적은 비밀인터라 두려워진 루셀라니는 회계부 서기인 안토니오를 불러서 물어보았더니 자신의 고향인 조선의 개성에서는 널리 사용하는 복식부기라고 했다. 놀라운 마음에 사는 곳을 창고에서 자신의 집으로 옮기게 하고, 사개송도치부법으로써 장부를 써서 보고하게 했다. 1605년 델 로치 상사가 유리입찰을 할 때에 안토니오가 30세가 된 해인 1607년(1577년생)루셀라니의 딸 줄리에타와 결혼하여 안토니오의 장인이 되었는데, 10년뒤에 둘은 아들인 줄리오(어른이 되었을 때에 파도바 대학교에서 역사를 공부하고, 아버지를 뒤이어 상인으로 일함), 딸인 줄리아와 함께 여객선을 타고 베네치아 공화국 아드리아 해의 이름난 휴양지 리도섬을 찾아 잠시나마 쉰다. 10년동안 에스파냐 등을 돌아다니면서 일해야 했던 안토니오와 아내인 줄리에타로서는 행복한 시간이었을 것이다.
- 카토:델 로치 상사 총지배인. 귀족 집안에서 태어나 어려움이 없이 자란 터라 성격이 냉정하다. 상사원이 실수하면 감싸주는 것이 아니라 문책한다. 델 로치 상사의 후원을 받아 베네치아 공화국정청 10인위원회의 보좌관으로 일함으로써 베네치아 공화국 정치에 입문. 유리입찰을 할 때에 경쟁기업인 아카데미아 델 치멘토 대리인 기슬란티로부터 회유되어, 나폴리 공화국 왕립공작소 로렌제티 자작과 안토니오 코레아 델 로치 상사 임시대리인 사이의 계약내역(2만 두카트를 수수료로 지급, 실권약관부 계약으로서, 델 로치 상사와 왕립공작소 사이의 유리입찰계약이 되지 않을 경우에는 계약효력이 없음)을 유출한 로셀리노를 징계해고를 했다.
- 포르타:안토니오의 친구. 델 로치 상사 창고서기때부터 같이 일했다.글도 모르는 자신과는 달리-근대 유럽에서 지식인들은 귀족들이었고, 상인들은 글도 모르는 사람도 있었을 정도로 학문이 없었다고 한다.- 박식한 안토니오를 따르며 같이 고생한 사이이다.안토니오는 건강이 나빠져 은퇴하게 되자 포르타를 주주 회의에서 자신의 뒤를 이어 델 로치 상사를 경영할 후계자로 정하고 ,성격이 차분한 팔라디오에게 부탁하여 성격이 적극적이고, 판단도 빠르지만 성급피한 단점이 있는 포르타를 보좌하도록 한다. 훗날 유명훈은 델 로치 상사의 뒤를 이어 수백년동안 내려온 장수기업인 이탈리아 자동차 회사 캄파넬라 상사의 자료실에서 우연히 안토니오 꼬레아에 대한 단서들을 찾았는데, 안토니오 꼬레아가 개성상인의 전통 회계방식(사개송도치부법)으로 쓴 회계장부와 포르타가 동양에서 온 은인이라며 안토니오를 칭찬한 글이었다. 라틴어로 포르타(Porta)는 문을 뜻한다.
- 알베르토:안토니오의 라이벌. 안토니오가 독일 푸거 가 부도에 따른 한자(Hansa)상인들의 연쇄부도에 어떻게 대응할 것인가, 개신교와 로마 가톨릭사이의 오랜 갈등이 프라하 투척사건을 계기로 한 전쟁으로 터진 30년전쟁에서 개신교와 가톨릭 중 어느 편을 들어 전쟁특수를 누릴 것인가를 논하는 토의(토론의 일종. 주제를 정해서 찬성과 반대의견을 주장하는 찬반토론과 달리, 찬반을 따지지 않고 의견을 논하는 회의)하는 회의 때 안토니오가 놀랄만큼 해박한 국제시사 지식과 회계사 자격증, 외국어(독일어)구사능력 그리고 유럽사회의 비주류이지만 재력이 뛰어난 유대인들과도 인맥을 활용할 정도로 유능한 상사원이다.30년전쟁당시 델 로치 상사가 개신교와 로마 가톨릭사이에서 줄타기를 하자, 개신교와 거래하지만 일이 뜻대로 되지 않아, 피렌체공화국에서 집사로서 일한다. 그의 능력을 생각했을 때에 심각한 몰락이다.

#### 현대 이탈리아
- 피에트로 모란테:유명훈 부장의 친구. 한국전쟁때 한국에 온 이탈리아군 대령과 타자기로 문서를 작성하는 여성노동자 사이에서 태어나 용산에서 살았다.외할머니가 예뻐하셨고 친구들도 많아서 유년시절이 행복했으며, 고등학생때 이탈리아에 건너가 자동차 공학을 공부했다. 이탈리아 자동차 회사인 캄파넬라 상사에 자동차 디자이너로 취직했으며,유명훈 부장이 이탈리아 자동차 회사에서 부사장으로 일하게 되자 한국과 이탈리아 사이의 문화차이에 대해 설명함으로써 적응을 돕는다.예를 들어 자동차 회사에서 기기 고장사고가 났는데 이탈리아 노동자들은 보기만 하고 전혀 나서지 않았다.이를 보면서 유명훈 부사장이 화를 내려고 하자,모란테는 한국의 전통사고가 공동체주의라면 이탈리아는 개인주의라고 설명하여 노동자들의 행동이 근무태만이 아님을 해명한다. 이탈리아 노동자들은 회사와 맺은 근로계약서에 따른 노동만 하기 때문에 근로계약서에 없는 기기수리를 할 이유가 없다는 사실을 설명한 것이다.한국말과 이탈리아말에 능통.

#### 기타
- 갈릴레오 갈릴레이:실존인물,안토니오의 멕시코 항해를 수학이론 제공으로써 도움. 피렌체공화국이 고향인 갈릴레오 교수(피사대학교 수학교수)는 베네치아 공화국이 고향인 갈바와의 사이에서 아들과 두 딸을 낳았다. 아들은 석학인 부친의 연구를 돕고, 두 딸은 성 클레멘스 수도원안의 수녀원에서 살았던 터라 가끔 따님들을 보러 왔다가 미카엘 수사로부터 델 로치 상사의 부지배인인 안토니오가 멕시코에 장삿배를 타고 가고 싶어한다는 이야기를 들었다. 그래서 자신이 연구한 수학이론으로써 안토니오가 무탈하게 항해를 준비하도록 도왔던 것.
- 레오나르도 로렌제티 : 자작, 나폴리 왕립공작소 총재.자작.에스파냐 펠리페 3세 국왕의 친척.  그래서 로렌제티 자작이 안토니오의 이야기를 듣고 교황청에 베네치아 공화국 피아제타 공장에서 생산한 유리를 매매계약서를 첨부하여 로마교황청 사무처에서 주관하는 유리입찰에 응하자, 유리입찰을 놓고 다투던 메디치 가문에서도 심각하게 받아들인다. 기슬란티가 이름만 빌려서 응찰한 것쯤이야 교황청에서 막을 수 있는 문제라고 말하자,  루시아니 공녀가 "그렇게 쉽게 생각할 수 있는 문제가 아니니까 급하게 내가 온 것 아닙니까? 로렌제티 자작이 누구인가? 에스파냐 국왕인 펠리페 3세 폐하의 가까운 인척인데... 정식으로 매매계약서까지  첨부했다는데... 그렇게 하면 트집잡을 것이 없다는 말이야!"라고 대답한다. 로렌제티는 남부 이탈리아가 차별받는 현실에 고민하고 있었다. 똑똑한 승업이 로렌제티 자작의 마음을 읽어내고, 로마교황청과 유리를 거래하면 남부 이탈리아가 로마 가톨릭 교회에 진출할 수 있다고 설득한 덕분에 로마교황청에 수수료 없이 유리공개입찰에 참여하여 거래한다.만일 거래가 뜻대로 되지 않아도 안토니오에게 책임을 묻지 않을 것이라고 생각을 했을 정도로 너그러운 사람이다.
- 고졸리에 : 로렌제티 자작과 같이 일하는 나폴리 왕립공작소 법률고문. 안토니오가 로마법에 해박하자 진지하게 토론한다. 글을 쓰기 위해 로마시민법도 공부한 오세영 작가의 해박한 지식을 엿볼 수 있는 인물.
- 루시아니 공녀: 토스카나대공국의 공녀. 금융자본가 가문이자 가톨릭교회의 교종, 프랑스 왕실의 왕비(언니가 프랑스 왕실의 왕비인 카트린 데 메디치이다.)등을 배출한 명문가인 메디치 가의 따님이다. 베네치아 공화국 델 로치 상사를 대표하는 안토니오와 유리입찰을 놓고 최선을 다해 다투고, 다툼에서 지자 안토니오에게 "그 완고한 로렌제티 자작을 무일푼으로 부려먹다니 프란체스코 카를레티에게 들은 것처럼 역시 대단하군요. 안토니오 코레아. 정말 탄복했어요. 이건 비르투오소(virtuoso, 전문가)를 만난 기념입니다. 이탈리아는 당신같은 비르투오소가 필요해요"라면서 17세기 유럽사람들에게 귀한 물건이었던 손수건을 선물할 정도로 자신의 패배와 상업에 능통한 승업의 능력(나폴리 공작소 로렌제티 자작의 마음을 읽음, 유리를 제작하는데 필요한 규사를 델 로치 상사가 산 내역, 아카데미아 델 치멘토가 유리를 운반하는데 들어가는 비용등을 근거로 한 정확한 입찰가격 계산 등)을 겸손하게 인정한다. 메디치 가를 대표하여 17세기 가톨릭교회내의 권력이었고, 팜필리 신부의 견제로 약해진 가문의 힘을 되살리려던 바르베리니 가, 베네치아 공화국 델 로치 상사와 경쟁하던 피렌체 아카데미아 델 치멘토 상사와 함께 유리입찰을 주도한 여장부([女丈夫]성격이나 행동이 시원시원하고 씩씩한 여자를 ‘대장부’에 빗대어 이르는 말(다음국어사전))이다.  에스파냐 왕실의 인척인 로렌제티 자작과 로마로부터 조금 떨어진 성 라테라노 대성당에서 만난 자리에서 "승산없는 싸움을 벌인 용기가 대단하더군요"라고 자신감을 보이고, "솔직히 로렌제티 자작이 유리입찰에 응한 것이 마음에 걸려요. 메디치 가는 상당히 유리입찰을 준비했거든요. 응찰에서 사퇴해주셨으면 해요. 에스파냐 왕실이 네덜란드 독립전쟁 기간이라 군자금을 메디치 가로부터 빌려쓴 돈 중에서 올해에 갚아야 할 50만 두카트 채무를 무이자로 1년뒤로 미루어드릴 수 있어요(회계용어로 이월이라고 한다.)"는 제안을 했다. 대화와 타협은 자신의 생각을 강요하는 것이 아니라,서로에게 도움이 되는 방법을 찾아가는 것임을 알고 있었던 셈이다. 사람을 읽는 능력도 뛰어나서, 아카데미아 델 치멘토의 기슬란티에게 "기슬란티, 그대는 아직도 일을 너무 쉽게 생각하는 것은 아니오? 내가 알기로는 안토니오 코레아라는 동양인은 만만히 볼 상대가 아니라던데? 프란체스코 카를레티에게 들은 기억이 나서 피렌체에 연락해보니, 예상대로 카를레티가 동양에서 데려온 노예라더군. 예수회 수사에게서 법률(로마시민법)도 많이 배웠고, 판단력도 날카롭다는 거야! 만만히 볼 상대가 아니라고 생각나요"라고 했다.
- 구에르치노 : 안토니오가 회계부에 있을 때에 상사였음. 심장병으로 사망.

### 에스파냐
- 호세 곤잘레스 : 에스파냐 세비야에서 안토니오와 만난 항해사. 안토니오보다 3살 어리다. 성격이 붙같아서 선주들과 부딪히기 일쑤이지만(그래서 안토니오와의  항해를 마지막으로 배를 타지 못하고, 술로 세월을 보낸다.), 선원들에게는 신과 같은 사람이라 다들 유능하고 씩씩한 호세 선장과 같이 일하고 싶어한다. 항해지식, 선원을 부리는 기술 모두 뛰어나다. 안토니오와 처음에는 갈등이 있었지만, 서로의 실력을 존중하여 친구가 되었다. 원작을 읽어보면 두 사람이 항해계획을 세심하게 준비하고, 실행하는 이야기가 나오는데 안토니오가 에스파냐어를 유창하게 했기 때문으로 보인다. 왜냐면 중미 멕시코에 갔을 때에, 안토니오가 원주민 노인과 에스파냐 어로써 이야기를 했기 때문이다. 1618년 중미(원작에는 신대륙)에 가서 베네치아 유리 장사를 하려는 안토니오와 같이 유럽과 중미 멕시코, 쿠바를 여행했다. 그것도 안토니오가 베네치아 유리를 식민지 관리와 부유층들에게 3만 5천 두카트에 팔고 돌아갈 때에 연지벌레(오세영 작가의 설명에 따르면, 멕시코 산 국화과 식물에 기생하는 깍지벌레. 암컷을 증기에 쪄서 죽게 한 뒤에 가루를 내어, 비둘기의 피라고 불릴 정도로 진한 붉은색 천연색소를 낸다고 한다.)를 싣고 포르투갈 리스본까지 가는 가장 가까운 거리이지만, 바람이 불지 않는 말의 바다를 거쳐 유럽으로 건너가려고 하는 무모한 여행을 같이 했다. 너그러운 안토니오의 인품을 좋아해서였다. 식민지 원주민들의 한과 고통이 느껴지는 이야기인데, 에스퍄냐 관리들의 괴롭힘을 피해 말의 바다에서 물고기를 낚고 후술할 링밥을 이용해 집에 돌아온 아즈테크 인디오 노인과 선원들의 경험, 호세 항해사의 숙련노동에서 나오는 지혜, 마음이나 몸이 허약한 선원, 사관이나 호세 항해사와 부딪힐만한 선원들은 포르타가 탄 엘도라도 호에 태워서 선원들과의 갈등이나 인명손실을 미리 막는 빈틈없는 계획 덕분에 무시히 실행했다. 대서양 여행을 많이 한 터라 선장인 호세와 선주인 안토니오가 무풍지대인 말의 바다에 일부러 들어왔고, 왜 그랬는지까지를 정확하게 읽은 선원들이 반란을 일으키기 직전, 바하마제도의 바닷물이 소용돌이치면서 배를 움직인 덕분에 다들 살았다. 1940년 미국의 해양학자가 링 밥(Ring Bab)이라고 부른, 버뮤다 바다에서 바닷물이 멕시코 만류의 영향을 받아 소용돌이를 치는 현상을 이용한 것인데, 편서풍이 성 엘모의 불과 엘도라도 호를 움직인 덕분에 대서양을 거쳐 유럽 포르투갈의 수도인 리스본으로 돌아옴. 덕분에 추위에 약한 연지벌레를 팔아서 많은 이익을 남겼다.

### 포르투갈
- 로드리고 : 포르투갈 사람. 이등 항해사. 1618년 안토니오를 만난 날, "고향이 코레아라면, 조선입니까?"라고 물었다. 고향을 아는 서양사람을 만나서 무척 반가워하는 안토니오에게 "임진왜란 때에 일본에 왔다가 잠시이지만 본 일이 있습니다. 무척 아름답더군요"라고 대답했다. 오십대 장년답게 신중한 성격이라 40살 중년이라 혈기왕성한 안토니오에게 현실적인 도움말을 주고는 한다.  안토니오가 베네치아 유리를 식민지 관리와 부유층들에게 3만 5천 두카트에 팔고 돌아갈 때에 연지벌레(오세영 작가의 설명에 따르면, 멕시코 산 국화과 식물에 기생하는 깍지벌레. 암컷을 증기에 쪄서 죽게 한 뒤에 가루를 내어, 비둘기의 피라고 불릴 정도로 진한 붉은색 천연색소를 낸다고 한다.)를 무풍지대인 사르가소 해를 거쳐 유럽으로 건너가려고 하자, "무풍지대에 가면 배와 사람이 갇혀서 죽습니다."라고 현실적인 도움말을 주었다.

### 잉글랜드
- 머레이:잉글랜드의 상사원. 안토니오가 터키 이스파한에서 일할 때 라이벌이었다. 이탈리아말에 능통. 계급은 에스콰이어이므로, 카토 총지배인은 "에스콰이어가 상업을 한다고?"라면서 놀라워한다. 잉글랜드와 터키사이의 직접무역을 주도한 인물이다. 간접무역으로써 돈벌이를 해온 베네치아 공화국으로서는 경계해야 할 인물.

### 한국
- 유명훈:정명물산 기획조정실 부장. 한국전쟁으로 개성에서 내려온 실향민의 아들이다.  천주교 신자인 유명훈은 자신과 세례명이 같은 안토니오 꼬레아에 관심을 갖는다. 대학교에서 역사를 공부했고, 학문과 취업 중에서 취업을 택함.
- 김영주:정명물산 정명어패럴 제품기획실 과장. 한국에서 살다가 미국 뉴욕에 이민하여, 한국의 덤핑무역을 조사하러 주한 미국대사관에서 온 오코너조차 잠시 당황했을 정도로 영어와 미국사회에 능통하다. 오코너가 외투가 시장가격과 다르잖아요?라고 정명물산에 막힘없는 한국말로 따지자, 김영주가 "미국도 부유층과 서민들이 함께 살지만, 소비계층이 다르잖아요?"라고 논박한 것. "영어를 아주 잘하시는군요. 물론 부유층과 서민들이 같이 사는 것은 맞지만, 부유한 사회 계층과 서민들이 소비하는 상품이 다르기 때문에 가격이 다른 것은 문제가 안 됩니다."라고 논박했지만, 자신의 생각을 논리를 갖추어 말하는, 김영주 과장의 똑똑함에 잠시 놀란 것. 김영주 과장은 정명물산 취직과 취직 후에 어떻게 일할 것인지를 빈틈없이 준비했으므로,박식(아는 것이 많고 지식의 범위도 넓음)과 감각으로 정명물산 임원들을 상대로 한 프레젠테이션에서 자신의 생각(미국시장에서 노동자 작업복 같은 저가품이 아닌 한 개(피스)에 천 달러인 고가의류를 팔아야 합니다. 1985년부터 한미섬유협정으로써 시장점유율을 1년에 0.05%씩 가산하여, 내년에는 0.9%로 높임으로써 어렵게 얻은 시장이니 이익이 남지 않아도 잃어서는 안 됩니다.)을 논리적(사고와 추리에 능란함)으로 설명한다. 미리 준비한 파리 패션쇼 비디오와 유행할 것이라고 생각하는 색상과 미국의류시장을 표로 정리한 차트[2]로써 의류산업의 변화에 대해 설명하고,장사 전문가들인 임원들이 날카롭게 질문하면 빈틈없이 대답했던 것. 임원 한 사람이 "개발도상국이 모방한 제품을 만든다면, 아세안에 가입한 개발도상국에 좋은 일이 되는 것은 아닙니까?"라고 질문하자,"스키밍 프라이스Skeeming Pricing로 즉 비싸야 잘 팔리는 의류를 시장에 내놓는 고가유지정책을 펴고, 비용을 제외한 당기순이익이 발생했을 때에 가격을 낮추면 됩니다."라고 대답한다. 담화를 곧 청자와 화자가 의미있는 말들을 주고받는 말들을 말없이 귀담아듣던 남정필 섬유본부장이 "한 개에 얼마씩 가격을 매겼길래, 스키밍 프라이스로 한다는 거요?"라고 김영주 과장의 기발한 착상에 놀라워하고, 김영주 씨는 "한 개에 1천달러를 생각하고 있습니다."라고 대답하여 임원들을 놀라게 했다. 실제 기업 임원들은 프레젠테이션을 진행할 때에 궁금한 점을 자세히 물어본다고 한다. 저가 제품에 의존해서 무역을 해 오던 정명물산으로서는 김영주 과장의 혁신적인 생각에 주저하지만, 열정에 감동한 유명훈 부장의 꾸준한 인정과 지지를 받으며 꾸준히 계획을 추진하여 미국 블루밍데일즈 백화점과 시어즈 타워에서 한국산 고급의류가 크게 인기를 끌도록 한다. 영어와 불어에 능통하고 성격도 용감하여, 유명훈 부장이 부사장으로 취임한 이탈리아 자동차 회사에서 기획한 다카르렐리에 불어 통역으로 참여한다. 유명한 부장이 북아프리카 모로코의 카사블랑카에 온 날, 김영주 과장이 유창한 불어로 공놀이를 하던 어린이들, 택시 운전노동자 한 분과 담화를 주고받는 장면은 김영주 과장이 말과 글을 스펀지처럼 빨아들여서 배우는 언어 감각을 말하고 있다. 의류마케팅전문가로서 실력을 인정받아서 프랑스 파리에서 근무했다. 어릴적 돌아가신 부친과 비슷한 나이의 유명훈 부장을 존경하며, 유명훈의 부하인 김진철 대리와 김진철 대리가 꽃을 선물할 정도로 진지하게 연예함.
- 김진철 대리:정명물산 기획조정실 대리.경제연구소로 이직할 때까지 유명훈 부장과 같이 일함.국제금융 전문.유명훈 부장에게 능숙한 PC실력으로써 그래프를 만들어 국제금융의 흐름을 알기 쉽게 설명한다. 대학원에서 국제금융을 공부했음. 적성에 맞지 않는 상사원보다는 적성에 맞는 정명경제연구소에서 일하고 싶다고 당당히 말하는 김진철 대리와 자신의 소신대로 일하는 김영주 과장을 보면서 유명훈 과장은 윗사람들의 눈치를 보아야 했던 자신과 다른 세대들임을 절감한다.

###### 비판
- 승업이 개성에서 살 때의 이야기를 쓸 때에 오류가 있다. 승업이 중인신분이기 때문에 과거시험을 볼 수 없었다고 했는데, 조선시대에는 과거시험은 누구나 볼 수 있었다.
- 갈릴레이 갈릴레오가 로마 가톨릭 교회로부터 가택연금등의 탄압을 받은 양심수인 것처럼 썼는데, 사실과 다르다. 갈릴레오는 교회로부터 존중과 우대를 받는 지식인이었고, 그의 논리는 로마 가톨릭으로부터 "그럴수도 있겠다"라면서 인정받고 있었다.재판을 받은 것도, 갈릴레오가 지동설을 주장하지 않겠다는 약속을 했음에도 어겼기 때문에 약속불이행 죄로 기소된 것 뿐이다. 재판을 받은 후에도 고향에 돌아가서 편히 살았다.[3]
- 승업이 베네치아 공화국에 정착할 때에, 델 로치 상사 주인인 델 로치와 이탈리아어로 이야기를 하는 장면이 있다. 전지적 관점의 서술자는 "승업 또는 안토니오가 이탈리아어를 유창하게 했다"라고 했는데, 베네치아 공동체는 고유의 언어인 베네토어가 있고,지금도 노년층들이 쓰신다고 한다. 실제로 방송통신대학교 문화교양학과와 국어국문학과 2학년 교양과목인 취미와 예술 방송강의에 따르면, 이탈리아를 여행한 교수가 이탈리아 표준어로 말을 걸었더니, 어르신께서는 베네토어로 답변을 하셨다고 한다. 도시국가로 나뉘어있던 이탈리아 역사가 1861년 이탈리아가 통일된 후에도 남아있는 것임로, 이탈리아 반도를 이루던 도시국가인 베네치아공화국이 있던 시절에 살았을 델 로치는 이탈리아어가 아닌 베네토어로 말을 했을 것으로 생각된다. 서술자가 안토니오가 이탈리아에 정착하는 과정을 서술하면서, 1605년 이탈리아가 시대적 배경이니 주요인물인 안토니오와 보조인물, 조력자인 델 로치, 루셀라니 등이 이탈리아어를 썼을 것이라고 편견을 가졌을 것이다.